# 総合取引所
総合取引所（そうごうとりひきじょ）とは、(1)金融商品の取引 と (2)コモディティ（関連）の取引 の両方を一元的に扱う取引所を指す。ここでのコモディティとは、商品市場で取引される商品のことであり、農産物、金などの金属、原油などのエネルギーが取引されている。

## 語の定義
金融系と、コモディティ系のそれぞれの取引ができる取引所ということに争いは見られないが、話者によって金融系・コモディティ系のそれぞれの範囲が異なる。
以下ではその例を記載する。
- 「有価証券からコモディティまで多様な原資産のデリバティブを一元化された市場で取引する取引所」[2]
- 「金融からコモディティまで幅広い商品のワンストップでの取引を可能とする総合取引所」[4]

日本においては「総合取引所」という用語・概念は、上述の通り政府等も用いているが、その他の国において対応する用語はない。証券・金融先物と商品先物取引を同一の取引所で取り扱うのが主流なので、わざわざ総合取引所とは呼ばないためである。

## 総合取引所の例
世界の主な総合取引所の例として、CMEグループ、ロンドン証券取引所グループ（LSEG）、インターコンチネンタル取引所（ICE)グループ、ドイツ取引所、香港取引所などが挙げられる。
日本では、東京商品取引所から、エネルギー関連の商品以外の商品先物取引・オプション取引が移管され、日本取引所グループの大阪取引所が総合取引所となった。
SBIホールディングスの全面支援を受けて、堂島取引所も総合取引所への転換を目指している。
東京金融取引所も「デリバティブの総合取引所」を自称している。取引所CFD「くりっく株365」で金ETF・銀ETF・白金ETF・原油ETFの証拠金取引を取り扱っているほか、日経平均株価等（金融系）に係る証拠金取引も取り扱っている。同社は2007年の「金融商品取引法」の施行前までは金融先物取引所だった経緯がある。
東京証券取引所は、会社株券や株価指数連動型ETFなど、金融系の有価証券を取り扱うほか、商品系に分類される、商品ETF（金ETF等）も取り扱っている。よって、上の東京金融取引所を含むような意味の総合取引所には、該当していることとなる。

## デリバティブ取引所の現状
大阪府と大阪市は、夢洲で2025年大阪・関西万博が開催され、統合型リゾート（IR）も計画されている機会を捉えて、世界中から大阪に投資を呼び込み、ビジネスチャンスを生み出すことで日本経済の成長をけん引する「大阪国際金融都市構想」を推進している。推進組織として、行政・経済界・各種団体で構成する「国際金融都市OSAKA推進委員会」が2021年3月に設立された。この委員会には、大阪取引所、堂島取引所、SBIホールディングス、ジャパンネクスト証券などが参画している。
大阪国際金融都市構想では、デリバティブ取引の成長を取り込むため、大阪をアジアのデリバティブ市場を牽引する一大拠点にすることを目指している。しかし、Futures Industry Association（FIA）によるデリバティブ市場の年間取引高ランキング（2022年）で、大阪取引所と東京商品取引所を運営するJPXは世界18位の3.9億単位にとどまっており、日本のデリバティブ取引所の国際的地位はあまり高くないのが現状である。2022年はムンバイのインド国立証券取引所で世界首位の381.1億単位の取引高があり、突出していた。アジアでは、鄭州の鄭州商品交易所で24.0億単位（8位）、大連の大連商品交易所で22.8億単位（9位）、釜山の韓国取引所で20.6億単位（10位）、上海の上海先物取引所で19.4億単位（12位）、ムンバイのボンベイ証券取引所で16.1億単位（13位）、香港の香港取引所で4.5億単位（17位）の取引高があり、日本のJPXを上回っている。
世界のデリバティブ取引所の取引高は、2010年の224億単位から2020年の467億単位に増え、10年間で倍増した。株価指数・個別証券・金利・通貨などの先物・オプションに加えて、エネルギー・貴金属・非貴金属・農産物など商品（コモディティ）関連の取引も増加している。2004年から2019年までの16年間で、世界の商品市場の出来高は約10倍になったが、日本では逆に約8分の1に縮小してしまったため、2019年の日本の出来高は世界全体の0.26％にまで落ち込んだ。また、日本の株式市場と比べても、同じ期間に日経225先物取引の出来高は19倍に増えており、商品市場の出来高が日経225先物の10倍から14分の1に減ってしまった。デリバティブ取引、特にコモディティ関連の取引の活性化が日本の金融市場の大きな課題と言える。

## 日本における総合取引所
一方で日本において総合取引所を実現させるという構想、総合取引所構想が、遅くとも2007年以降に存在している。

### 総合取引所構想の経緯
そもそも、（少なくとも2007年より前においては）金融系については金融商品取引法（以下金商法）で金融庁の監督下にある金融商品取引所、商品系については商品先物取引法（以下、商先法）で農林水産省と経済産業省の監督下にある商品取引所というように、いわゆる縦割りの制度体系となっていた。
2007年に閣議決定された骨太の方針（厳密には「経済財政改革の基本方針 2007」）における様々な施策の一部として、総合取引所構想についても政府が推進していく旨記載される。この流れを受けた2012年の金商法改正により、（それまでは上述のとおり完全に商先法の範疇であった）商品デリバティブについて、商品所管省庁と金融庁との協議・連携の仕組みを整えることで、規制監督を一元化し、総合的な取引所による横断的市場を実現できるようになった。

### 金商法上の「商品関連市場デリバティブ取引」
金融商品取引法（金商法）においては、特定の範囲のコモディティが同法上の「金融商品」として取り扱われ、金融商品取引所は認可を得て当該コモディティに関する金融商品に関するデリバティブ取引（同法上、商品関連市場デリバティブ取引と呼ばれる）を上場することができる。
上でいう「特定の範囲のコモディティ」の範囲については、金商法は政令に委任している。2012年、政令たる金商法施行令において、当該範囲が、一定の要件を満たすと認められるものとして金融庁長官が商品市場所管大臣と協議して指定するもの、と定められた
。その後2019年になって、金、原油等の合計10種のコモディティが、パブリックコメントを経て金融庁より指定・告示された（2020年6月、ガソリン及び軽油が追加され合計12種となった）。
金融商品に含まれるコモディティ（金融庁告示）
1. 金
2. 銀
3. 白金
4. パラジウム
5. ガソリン
6. 軽油
7. 原油
8. くん煙シート
9. 技術的格付けゴム
10. 大豆
11. 小豆
12. とうもろこし

### 大阪取引所の総合取引所化
上記までの経緯の後の停滞を経て、2018年10月、金融系に分類される日本取引所グループ（以下、JPX）（※当社は持株会社で、東京証券取引所・大阪取引所等を傘下に持つ）と商品系に分類される東京商品取引所（以下、TOCOM）が、総合取引所化に向けた協議を開始。2019年3月には両社間で「総合取引所の実現に向けた基本合意」（以下、基本合意）が成立している。
JPX・TOCOM両社間の基本合意では、統合について、主に以下の内容で方向性が合意された。
- 株式会社日本取引所グループによるTOB等でTOCOMを完全子会社化する形の経営統合を実施する
- TOBの開始を2019年6月末、経営統合の完了を2019年10月を目標とする
- エネルギー系商品取引（電力等。今後上場見込みも含む）はTOCOMで上場（維持）、それ以外の商品取引はJPX子会社の大阪取引所に移管する
- 両者それぞれが持つ清算機関について、TOCOM傘下日本商品清算機構を、JPX傘下日本証券クリアリング機構（JSCC）に統合する

しかしその後2019年6月にはTOBの買付価格の合意が難しいという理由から、JPX側がTOBの開始時期の見通しを2019年6月末から「未定」へと変更している。
その後、2019年7月30日の取締役会で東京商品取引所のTOBが決議され、8月1日より本公開買付けを実施し9月24日にTOBが成立。10月1日付けで約97％の株式を取得し、東京商品取引所とその完全子会社の日本商品清算機構が連結子会社となった。

#### 大阪取引所への商品先物取引の移管
2020年7月を目途に、東京商品取引所上場の商品先物取引（オプション取引を含む）が、同じく日本取引所グループの子会社である大阪取引所に移管される見込みである。大阪取引所は移管以前より、金融系の株価指数先物取引市場等を運営してきたことから、当該移管により、同取引所は総合取引所となる。当該移管対象の先物・オプション取引は、以下のとおり。
1. 金標準先物、金ミニ先物、金限日先物、金先物オプション、銀先物、白金標準先物、白金ミニ先物、白金限日先物、パラジウム先物
2. ゴム先物2種（RSS（くん煙シート）3 先物、TSR（技術的格付けゴム）20 先物）
3. 一般大豆先物、小豆先物、とうもろこし先物

なお、大阪取引所の親会社である日本取引所グループのホームページや問い合わせ回答によれば、大阪取引所ではこれらのデリバティブ取引にかかる市場運営は、金融商品に係る市場デリバティブ取引にかかる取引所金融商品市場の開設の業務（金融商品取引法）として行われる予定であり、商品先物取引法が定めるところの『商品先物取引をするために必要な市場の開設の業務』が行われる予定はない。なお、これらのデリバティブ取引はすべて、本記事内述の「金融商品に含まれるコモディティ」に含まれるコモディティにかかるデリバティブ取引であり、金融商品に含まれるコモディティが2019年に指定・告示（金融庁）されたことによりはじめて、大阪取引所は商品先物取引法によらない形での商品関連市場デリバティブ取引の市場の運営ができることとなった。